# Lonicera pileata
Lonicera pileata là một loài thực vật có hoa trong họ Kim ngân. Loài này được Oliv. mô tả khoa học đầu tiên năm 1887.

## Hình ảnh

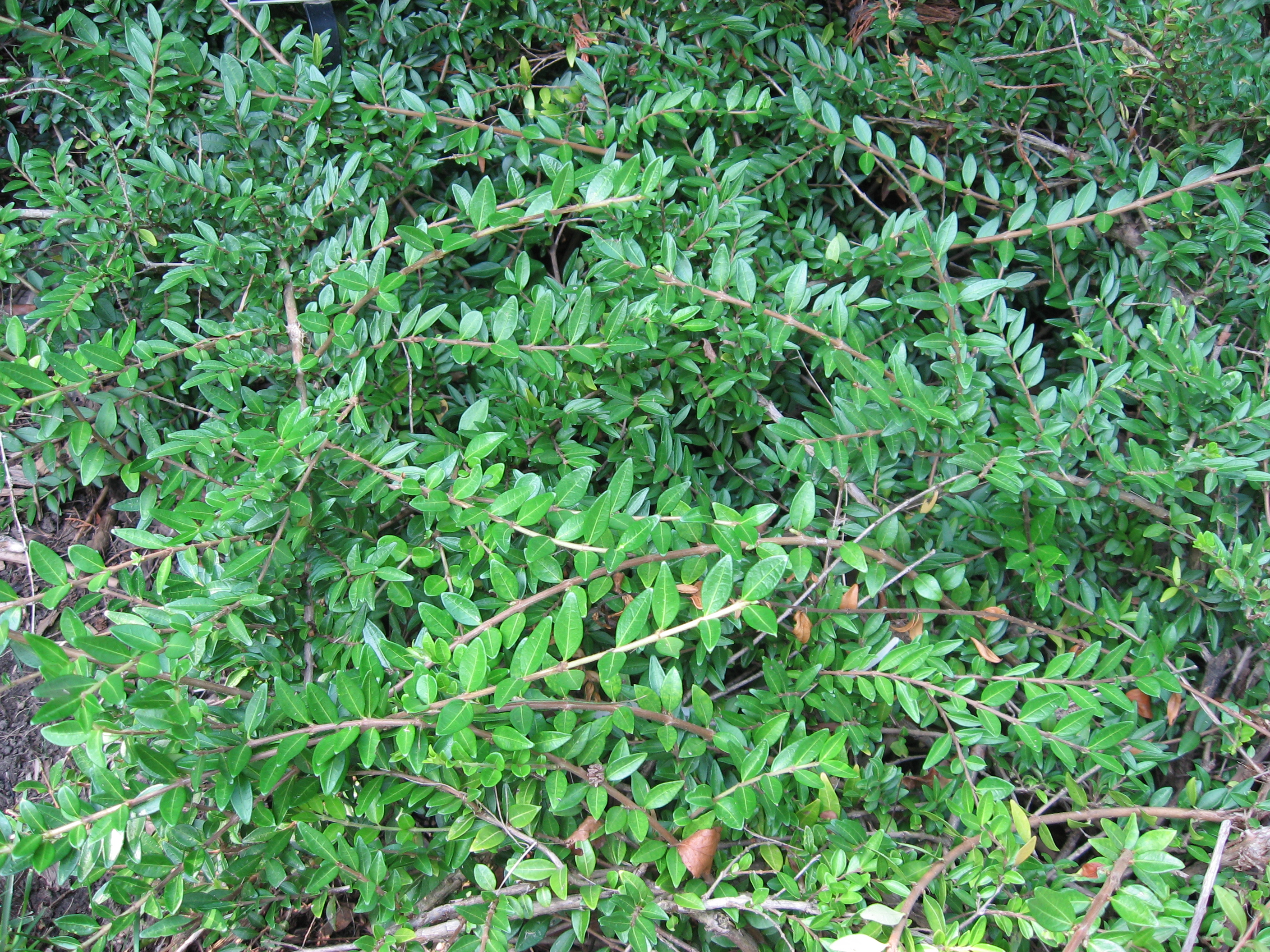